# Estación Kameido
La Estación Kameido  (亀戸駅 Kameido-eki?) es una estación de ferrocarril en Kōtō, Tokio, Japón, operado por la East Japan Railway Company (JR East) y el operador de ferrocarril privado Tobu Railway.

## Líneas
La Estación Kameido sirve las líneas Chūō-Sōbu y la Tobu Kameido de Hikifune.

## Diseño de la estación

### Andenes JR East
| 1 | JB Línea Chūō-Sōbu | para Akihabara, Shinjuku, Nakano, y Mitaka |
| 2 | JB Línea Chūō-Sōbu | para Nishi-Funabashi, Tsudanuma, and Chiba |

### Andenes Tobu
| 1-2 | TS Línea Tobu Kameido | para Hikifune |

## Estaciones adyacentes
| «                       | «                    | Servicio             | »                    | »                    |
| Línea Chūō-Sōbu JB23    | Línea Chūō-Sōbu JB23 | Línea Chūō-Sōbu JB23 | Línea Chūō-Sōbu JB23 | Línea Chūō-Sōbu JB23 |
| ----------------------- | -------------------- | -------------------- | -------------------- | -------------------- |
| Kinshichō JB22          |                      | Local                |                      | Hirai JB24           |
| Línea Tobu Kameido TS44 |                      |                      |                      |                      |
| Fin de línea            | Fin de línea         | Local                | Kameidosuijin TS43   | Kameidosuijin TS43   |

## Historia
La estación JR (originalmente en el Sōbu Railway) abrió el 1 de diciembre de 1894. La línea Tobu Kameido abrió el 5 de abril de 1904.